# Litaim
Litaim è la denominazione degli ebrei storici dalla Lituania (vedi ebrei lituani), ma al giorno d'oggi il termine "litai" o "lita" di solito si riferisce all'ebraismo haredi non chassidico al quale possono ascriversi anche gli ebrei sefarditi haredim. Durante la creazione dello Stato di Israele i leader di spicco dell'ebraismo lita erano il Chazon Ish e Rav Yitzchak Zev Halevi Soloveitchik; in seguito lo è stato Rav Elazar Shach. Attualmente dopo la morte di Rav Yosef Shalom Eliashiv il leader di riferimento è Rav Jacob Israel Kanievsky.
I Litaim sono caratterizzati da un forte conservatorismo e dalla resistenza a cambiamenti significativi nella tradizione ebraica. La recente tradizione lita è stata iniziata dal Gaon di Vilna e dai suoi discepoli che si opponevano fortemente al movimento chassidico iniziato dal Baal Shem Tov. Il movimento lituano haredi combatté sin dal suo sorgere l´illuminismo ebraico (ashkala) ed il sionismo considerati contrari alla Torah ed alla millenaria tradizione ebraica. Attualmente i litaim, pur non accettando a priori la creazione dello Stato d'Israele, sostengono che ormai non si possa tornare indietro e che si debba collaborare alla vita politica dello Stato votando e partecipando al governo per cambiare dall'interno le istituzioni israeliane e lo Stato in senso religioso. L'ebraismo lituano, come tutte le altre correnti dell'ebraismo haredi, sostengono che l'unica legge che possa regolare una società ebraica sia la legge religiosa per come stabilita dalla Torah nella sua applicazione pratica dell'halacha.
L'ebraismo lita, pur essendo stato agli inizi fortemente contrario al chassidismo, attualmente ha fortemente ridotto il conflitto con i cassidim al punto di competere insieme alle elezioni israeliane in un unico partito (Deghel HaTorah) con alcuni movimenti chassidici tra cui Beltz.

## Galleria d'immagini

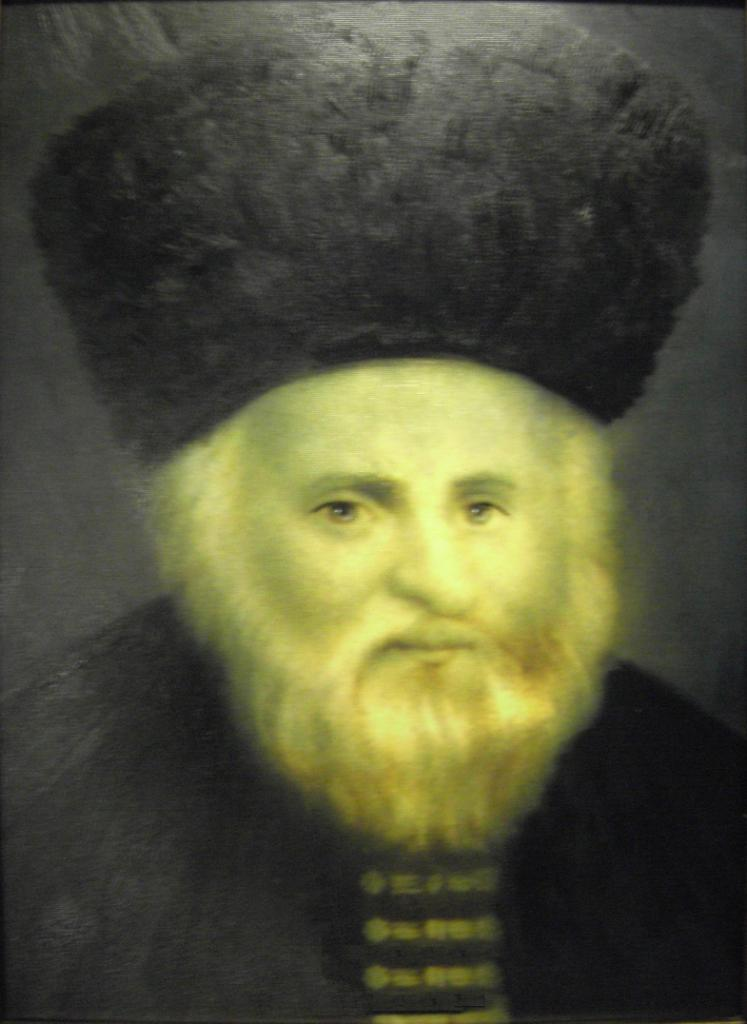
Il Gaon di Vilna